# Кенні Томас (баскетболіст)
Кеннет Корнеліус «Кенні» Томас (англ. Kenneth Cornelius "Kenny" Thomas, нар. 25 липня 1977, Атланта, Джорджія, США) — американський професіональний баскетболіст, що грав на позиціях центрового і важкого форварда за декілька команд НБА. Гравець національної збірної США.

## Ігрова кар'єра
Починав грати у баскетбол у команді Альбукеркської старшої школи (Альбукерке, Нью-Мексико). У її складі став чемпіоном штату. На університетському рівні грав за команду Нью-Мексико (1995–1999). За чотири роки проведені в університеті, став другим у його списку найкращих бомбардирів в історії (1,931 очко), зроблених блок-шотів (239) та першим у списку гравців з найбільшою кількістю підбирань (1,032).
1999 року був обраний у першому раунді драфту НБА під загальним 22-м номером командою «Х'юстон Рокетс». Професійну кар'єру розпочав 1999 року виступами за тих же «Х'юстон Рокетс», захищав кольори команди з Х'юстона протягом наступних 3 сезонів. У сезоні 1999-2000 був лідером команди за кількістю підбирань. 
З 2002 по 2005 рік також грав у складі «Філадельфія Севенті-Сіксерс».
Останньою ж командою в кар'єрі гравця стала «Сакраменто Кінґс», куди він перейшов в рамках угоди, яка відправила до «Філадельфії» Кріса Веббера. Відіграв за команду з Сакраменто 5 сезонів.

## Статистика виступів в НБА

### Регулярний сезон
| Сезон             | Команда                       | GP  | GS  | MPG  | FG%  | 3P%  | FT%  | RPG  | APG | SPG | BPG | PPG  |
| ----------------- | ----------------------------- | --- | --- | ---- | ---- | ---- | ---- | ---- | --- | --- | --- | ---- |
| 1999–2000         | «Х'юстон Рокетс»              | 72  | 29  | 25.0 | .399 | .262 | .660 | 6.1  | 1.6 | .8  | .3  | 8.3  |
| 2000–2001         | «Х'юстон Рокетс»              | 74  | 21  | 24.6 | .443 | .272 | .722 | 5.6  | 1.0 | .5  | .6  | 7.1  |
| 2001–2002         | «Х'юстон Рокетс»              | 72  | 71  | 34.5 | .478 | .000 | .664 | 7.2  | 1.9 | 1.2 | .9  | 14.1 |
| 2002–2003         | «Х'юстон Рокетс»              | 20  | 14  | 29.3 | .432 | .000 | .733 | 6.9  | 2.0 | .8  | .3  | 9.9  |
| 2002–2003         | «Філадельфія Севенті-Сіксерс» | 46  | 28  | 30.3 | .482 | .000 | .750 | 8.5  | 1.6 | 1.0 | .5  | 10.2 |
| 2003–2004         | «Філадельфія Севенті-Сіксерс» | 74  | 72  | 36.5 | .469 | .200 | .752 | 10.1 | 1.5 | 1.1 | .4  | 13.6 |
| 2004–2005         | «Філадельфія Севенті-Сіксерс» | 47  | 43  | 28.6 | .456 | .250 | .798 | 6.6  | 1.6 | .9  | .1  | 11.3 |
| 2004–2005         | «Сакраменто Кінґс»            | 26  | 15  | 31.7 | .492 | .000 | .722 | 8.7  | 2.9 | 1.0 | .4  | 14.5 |
| 2005–2006         | «Сакраменто Кінґс»            | 82  | 55  | 28.0 | .505 | .000 | .676 | 7.5  | 2.0 | .9  | .5  | 9.1  |
| 2006–2007         | «Сакраменто Кінґс»            | 62  | 53  | 22.8 | .482 | .000 | .513 | 6.1  | 1.2 | .7  | .3  | 5.3  |
| 2007–2008         | «Сакраменто Кінґс»            | 23  | 3   | 12.2 | .421 | .000 | .000 | 2.7  | .6  | .3  | .0  | 1.4  |
| 2008–2009         | «Сакраменто Кінґс»            | 8   | 0   | 7.8  | .375 | .000 | .000 | 1.9  | .1  | .8  | .1  | .8   |
| 2009–2010         | «Сакраменто Кінґс»            | 26  | 2   | 12.0 | .486 | .000 | .583 | 3.3  | .6  | .4  | .4  | 1.6  |
| Усього за кар'єру | Усього за кар'єру             | 632 | 406 | 27.4 | .465 | .244 | .699 | 6.9  | 1.5 | .8  | .4  | 9.3  |

### Плей-оф
| Сезон             | Команда                       | GP | GS | MPG  | FG%  | 3P%  | FT%  | RPG | APG | SPG | BPG | PPG  |
| ----------------- | ----------------------------- | -- | -- | ---- | ---- | ---- | ---- | --- | --- | --- | --- | ---- |
| 2003              | «Філадельфія Севенті-Сіксерс» | 12 | 12 | 32.4 | .535 | .000 | .655 | 9.3 | .9  | .7  | .4  | 10.6 |
| 2005              | «Сакраменто Кінґс»            | 5  | 5  | 30.6 | .511 | .000 | .700 | 8.8 | 2.4 | .8  | .4  | 12.0 |
| 2006              | «Сакраменто Кінґс»            | 6  | 6  | 24.7 | .542 | .000 | .692 | 4.5 | 1.3 | .8  | .0  | 5.8  |
| Усього за кар'єру | Усього за кар'єру             | 23 | 23 | 30.0 | .529 | .000 | .677 | 8.0 | 1.3 | .7  | .3  | 9.7  |